# Cnemidocarpa longata
Cnemidocarpa longata är en sjöpungsart som först beskrevs av Kott 1954.  Cnemidocarpa longata ingår i släktet Cnemidocarpa och familjen Styelidae. Inga underarter finns listade i Catalogue of Life.